# Komory Błotne
Komory Błotne – wieś sołectwo w Polsce położona w województwie mazowieckim, w powiecie ciechanowskim, w gminie Sońsk. Wieś położona jest nad rzeką Soną. 
Sąsiadujące wsie to: Sońsk, Komory Dąbrowne, Kosmy-Pruszki, Łopacin, Chrościce i Skrobocin.
W latach 1975–1998 miejscowość administracyjnie należała do województwa ciechanowskiego.